# Azerbaiyán en los Juegos Paralímpicos de Atlanta 1996
Azerbaiyán estuvo representado en los Juegos Paralímpicos de Atlanta 1996 por dos deportistas masculinos. El equipo paralímpico azerbaiyano no obtuvo ninguna medalla en estos Juegos.